# تیرا اسکوبی
تیرا اسکوبی (انگلیسی: Tiera Skovbye؛ ‎/ˈskoʊbi/‎;؛ زادهٔ ۶ مهٔ ۱۹۹۵) یک هنرپیشه اهل کانادا است.
از فیلم‌ها یا برنامه‌های تلویزیونی که وی در آن نقش داشته‌است می‌توان به خورشید نیمه‌شب، تابستان ۱۹۸۴، فصل معجزه، داستان کریسمس ۲، دختر در حال پیشرفت و ریوردیل و روزی روزگاری اشاره کرد.

## حرفه
اولین نقش مهم اسکوبای در نقش جین 10 ساله در سریال درام Painkiller Jane در سال 2007 بود. اسکوبای همچنین در تعدادی از فیلم‌های تلویزیونی ظاهر شد، از جمله مهم‌ترین آنها در Lifetime's The Unauthorized Saved by the Bell Story که در آن او نقش الیزابت برکلی را بازی کرد. 
در اوایل سال 2017، او شروع به بازی در نقش تکرارشونده پولی کوپر در سریال درام نوجوان CW Riverdale کرد. Skovbye نقش تکرارشونده رابین، دختر زلینا و رابین هود را در طول فصل هفتم روزی روزگاری بازی کرد. در سال 2018، او در فیلم ترسناک معمایی تابستان 84 در مقابل گراهام ورچر، جودا لوئیس و ریچ سامر ظاهر شد.
Skovbye در نقش گریس نایت در سریال درام جهانی پرستاران، که از 2020 تا 2021 پخش شد، بازی کرد.